# Districtul Ao Luek
Ao Luek (thailandeză อ่าวลึก) este un district (amphoe) în Provincia Krabi din Thailanda.

## Geografie
Districtele vecine sunt amphoe-ul Plai Phraya, amphoe-ul Khao Phanom, amphoe-ul Mueang Krabi. La sud-vest este Golful Phang Nga, la vest este amphoe-ul Thap Put al Provinciei Phang Nga.
Parcul Național Than Bok Khorani a fost fondat la 30 septembrie 1998 și cuprinde 104 km² din dealurile de calcar costale și 23 insule din largul țărmului. În cadrul parcului este peștera craniilor (Tham Hua Kalok), care păstrează picturi preistorice.

## Administrație
Districtul este subdivizat în 9 subdistricte (tambon), care sunt subdivizate în 51 sate (muban). Sunt două orașe (thesaban tambon) - Ao Luek Tai, cuprinzând părți ale tambon-ului Ao Luek Tai și Ao Luek Nuea, și Laem Sak, cuprinzând părți ale tambon-ului Laem Sak. Fiecare tambon are o organizație administrativă al tambonului, responsabilă pentru zonele care nu aparțin la oricare dintre orașe.
| Număr | Nume         | Thailandeză | Sate | Locuitori |  |
| 1.    | Ao Luek Tai  | อ่าวลึกใต้     | 7    | 9,628     |  |
| 2.    | Laem Sak     | แหลมสัก      | 6    | 5,905     |  |
| 3.    | Na Nuea      | นาเหนือ      | 7    | 4,726     |  |
| 4.    | Khlong Hin   | คลองหิน      | 5    | 5,949     |  |
| 5.    | Ao Luek Noi  | อ่าวลึกน้อย    | 6    | 5,729     |  |
| 6.    | Ao Luek Nuea | อ่าวลึกเหนือ   | 5    | 6,908     |  |
| 7.    | Khao Yai     | เขาใหญ่      | 5    | 4,125     |  |
| 8.    | Khlong Ya    | คลองยา      | 6    | 3,579     |  |
| 9.    | Ban Klang    | บ้านกลาง     | 4    | 4,625     |  |